# Plymouth (Maine)
Plymouth – miasto w Stanach Zjednoczonych, w stanie Maine, w hrabstwie Penobscot.